# Palaghiaccio di Marino
Il palaghiaccio di Marino è stato un impianto sportivo polivalente situato nella frazione Cava dei Selci del comune di Marino, in provincia di Roma, nell'area dei Castelli Romani.

## Struttura
Inaugurato nel 1990 e sito al chilometro 19 della strada statale 7 Via Appia, era la struttura sportiva più grande nel suo genere dell'Italia centrale, con una capacità di oltre 5.000 posti a sedere. Fu chiuso dal 2011 e al suo fianco fu allestita in una tensostruttura una pista del ghiaccio, a sua volta chiusa nel 2015. Nel 2018 fu acquistato dal gruppo Esselunga, per riconvertirlo in supermercato.

## Eventi

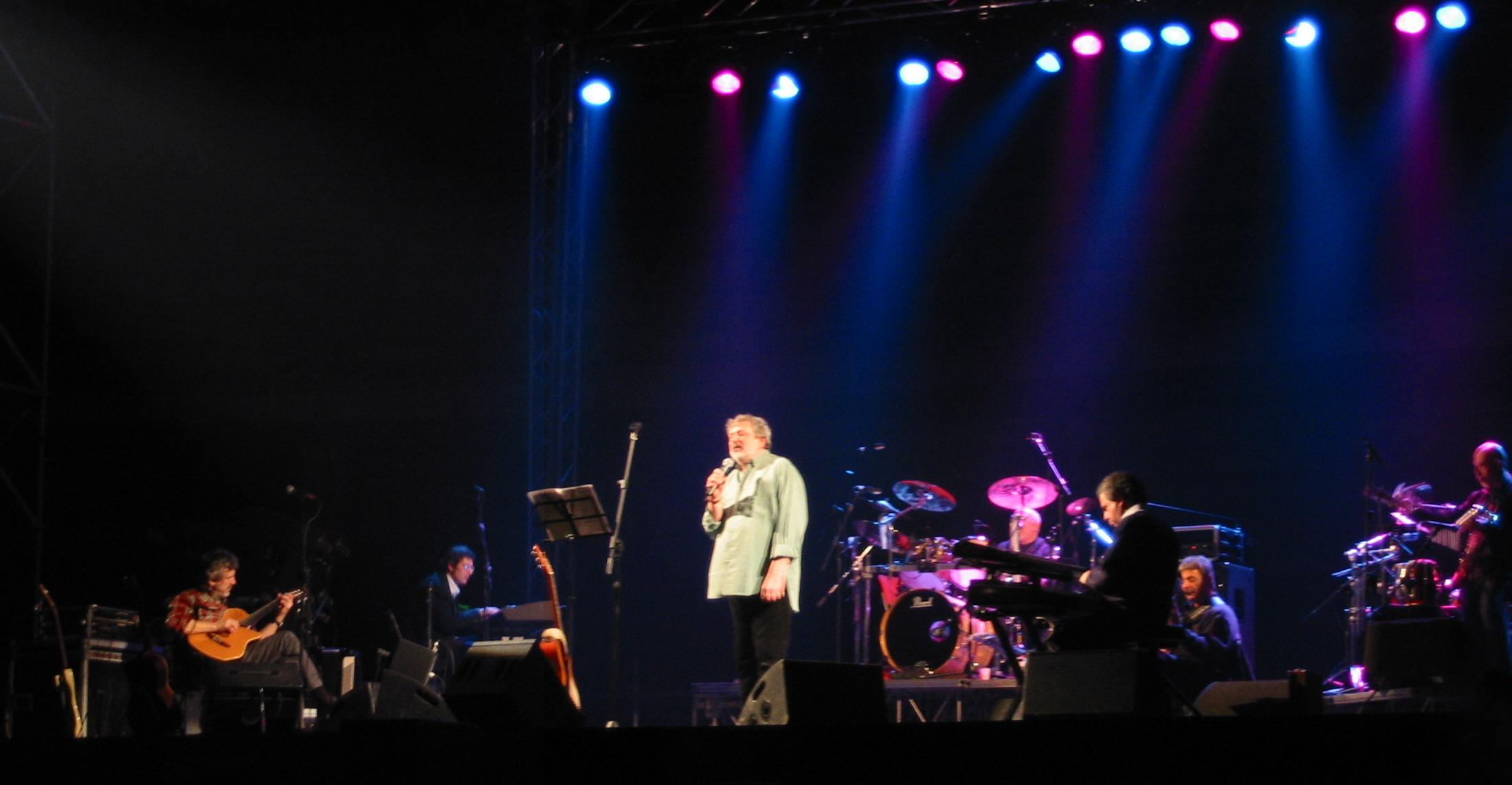
Francesco Guccini in concerto al palaghiaccio.

Al palaghiaccio di Marino si sono esibiti moltissimi artisti e gruppi musicali, nazionali ed internazionali. Fra questi ricordiamo:
| Data              | Artista                                        | Tour                        | Note                           |
| ----------------- | ---------------------------------------------- | --------------------------- | ------------------------------ |
| 24 settembre 1991 | Frank Sinatra con Steve Lawrence e Eydie Gormé |                             |                                |
| 13 febbraio 1992  | Barry White                                    |                             |                                |
| 16 novembre 1992  | Metallica                                      | Wherever We May Roam Tour   | [ 2 ]                          |
| 20 novembre 1992  | Emerson, Lake & Palmer                         | Black Moon Tour             |                                |
| 1º aprile 1993    | Van Halen                                      |                             |                                |
| 30 aprile 1993    | Iron Maiden                                    |                             |                                |
| 18 maggio 1993    | Peter Gabriel                                  | Secret World Tour           |                                |
| 24 settembre 1993 | Deep Purple                                    |                             |                                |
| 22 febbraio 1994  | Nirvana                                        | In Utero European Tour      |                                |
| 26 settembre 2000 | The Smashing Pumpkins                          | The Sacred and Profane Tour |                                |
| 30 ottobre 2000   | Nek                                            |                             |                                |
| 9 novembre 2000   | Piero Pelù                                     |                             |                                |
| 16 novembre 2000  | Lùnapop                                        |                             |                                |
| 1 dicembre 2000   | Green Day                                      |                             |                                |
| 11 dicembre 2000  | Lùnapop                                        |                             | trasmesso in diretta dalla RAI |
| 30 gennaio 2001   | The Offspring                                  |                             | [ 3 ]                          |
| 1º febbraio 2001  | Marlene Kuntz                                  |                             |                                |
| 16 febbraio 2001  | Pooh                                           | Cento di queste vite Tour   |                                |
| 15 febbraio 2002  | Dream Theater                                  |                             |                                |
| 20 novembre 2002  | The Cranberries                                |                             |                                |
| 28 gennaio 2003   | Gigi D'Alessio                                 |                             |                                |
| 29 gennaio 2003   | Gigi D'Alessio                                 |                             |                                |
| 2 febbraio 2003   | Red Hot Chili Peppers                          | By the Way World Tour       |                                |
| 3 febbraio 2003   | Red Hot Chili Peppers                          | By the Way World Tour       |                                |
| 10 marzo 2003     | Francesco Guccini                              |                             |                                |
| 27 marzo 2003     | Subsonica                                      |                             |                                |
| 22 aprile 2003    | Ska-P                                          |                             |                                |
| 1º marzo 2006     | Deep Purple                                    |                             |                                |
| 21 giugno 2006    | Tool                                           |                             |                                |

Il 6 gennaio 2003 al palaghiaccio si è tenuta la XVIII edizione della Befana del Poliziotto, condotta da Pino Insegno, Roberta Lanfranchi, Gaia De Laurentiis e Fabrizio Frizzi. Sono intervenuti ospiti come Lucio Dalla, Tullio De Piscopo, Edoardo Bennato ed Eugenio Bennato, Michele Zarrillo, Gigi D'Alessio e le formazioni al completo dell'A.S. Roma e della S.S. Lazio.